# Фанипол
Фанипол (на беларуски: Фаніпаль; на руски: Фаниполь) е град в Беларус, разположен в Дзержински район, Минска област. Населението на града през 2011 година е 12 957 души.

## История
За пръв път градът е упоменат през 1856 година, през 1984 година получава статут на град.

## География
Градът е разположен на 24 км югозападно от столицата Минск.